# 新SD戰國傳 七人之超將軍篇
七人超將軍篇是新SD戰國傳第三作。
故事舞台發生在「傳說之大將軍篇」十多年後，並將114「飛天頑馱無超將軍」的概念，進一步發揮，融入歷代大將軍等角色，變成「七人超將軍」。相對前作只引用「地上最強篇」，「七人超將軍篇」則沿用由「七人眾」到「天下統一篇」的設定，由四大將軍性格、背景，以至殺驅頭、千生大將軍及飛天大牙超將軍都有出現。
此外，故事亦首度出現「巨大武者」，即是與MS一樣，手腳皆長的機動武者及霸道武者。「機動武者大鋼」的構思，後來成為「機動武神天鎧王」及「鐵機武者鋼丸」的藍本。（故事中是先有天鎧王，後有大鋼，再繼而出現鋼丸。）而「霸道武者魔殺驅」，亦屢次以不同形式，擔任歹角。例如在武神輝羅鋼中以不完全復活登場 、「魔將魔殺驅」`「天星七人眾」的巨大黑暗武者（指揮官機）、以及「異步留武篇」中的魔殺驅。至於遮光以融合方式變成「闇魔神」，最後由於魔殺驅反抗而失敗的情節，在「武者烈傳·零」中，則改為成功變成闇邪神。
而本作宣傳海報，更遨得「GUNDAM之父」大河原邦男繪畫。

## 概要
故事發生於SD戰國傳 傳說之大將軍篇 十多年後，前次大戰不知所終的魔殺驅，重新建立「新生闇軍團」，更發動「天之島墜落事件」， 令影舞亂夢、赤流火穩變成人間煉獄。新世大將軍的「心凰、技凰、體凰」結晶突然碎裂，碎片依附於七位超將軍身上。為阻止魔殺驅向天宮墜落「天之島」， 四大超將軍——荒鬼、雷鳴、獸王、天地，便起行出發解救危機，以及尋找另外三位超將軍。
同樣感到危機逼近、新世大將軍之子飛驅鳥，亦悄悄離開烈帝城， 與四大超將軍踏上尋找其餘三位超將軍之下落。

## 人物介紹

### 頑馱無軍團
- 武者飛驅鳥（LM314V21 V2 Gundam）

本篇主角、新世大將軍及姬天頑駄無之長子，原名「武威之進」，劍術師傅為劍聖副將軍（流星，即烈空頑駄無）及新世將頑駄無（頑駄無真驅參/真驅參大將軍）。擁有超於常人的正義感，相對弟弟舞威丸博學沉靜，飛驅鳥有時會顯得急進。愛刀翼心丸是名工藝家匠殺驅作品。亦擁有專用裝甲鋼鐵迦樓羅，可合體成金色之羽衣，追加防衛力、機動力及火力三方面。
一次偷窺到父親與四大超將軍商討天宮面對的危機，激起其過人的正義感，因而暪著父親，悄悄跟隨超將軍一行，前往新生闇軍團本陣惡無霸域夢山（實際上行蹤早已為超將軍們發覺，只是沒有揭發）。一行人遇到復活大蛇飛驅塞蟲時，飛驅鳥站出來向其挑戰，但未及攻擊已被叼住，最後得父親提示召喚鋼鐵迦樓羅，刺中蛇眼，得以逃脫。既然身份已被揭穿，於是飛驅鳥正式加入超將軍行列中。
後來與闇魔神吏偶遮光一戰，眾人被其魔咒所逼，無法動彈。突然遮光向飛驅鳥發動攻擊，千力以身體擋住，更不支暈倒。鐵斗羅更使出最終絕技「光魔重擊波」意欲與遮光同歸於盡。飛驅鳥以為兩人已經壯烈犧牲，悲憤交集，終於變身成「飛驅鳥超將軍」。最後由機動武者大鋼以及七人超將軍之閃光結晶之力成為「飛驅鳥大將軍」。
- 舞威丸（LM312V04+SD-VB03A V-Dash Gundam）

新世大將軍之子、飛驅鳥之弟天資聰敏，有「破惡民我夢的神童」美譽。與兄長相反，性格文靜，手不釋卷，擁有明晰的頭腦。不過卻繼承父親、有著與兄長匹敵的極強正義感。原本在國外留學，由於察覺到天宮出現危機，決定中途歸國，並與爆流、鐵斗羅同行。在惡無霸域夢山因地獄牙羅剎之地裂法術跌落岩漿之中，之後為大鋼所拯救，其後駕駛大鋼作戰。
後來長大成為武者號斗丸。
- 飛驅鳥超將軍（LM314V23/24 V2 Assault-Buster Gundam）

武者飛驅鳥看著超將軍為保護自己而相繼倒下，感慨自己力量不足；最後目睹鐵斗羅捨身的攻擊，由悲憤迸發而演化的新型態。
飛驅鳥超將軍，亦是輕裝型態。以超將軍領袖的身份存在。
飛驅鳥大將軍，是飛驅鳥超將軍的著裝、兼力量完全覺醒型態。繼承七超將軍及大鋼的閃光結晶力量、及裝備「迦樓羅鳳凰」後變化而成。胸前之「頑馱無結晶」為歷代大將軍中力量最強者；額上的「太陽之閃光結晶」，聚集七位超將軍擁有的光之力。更可以變形成「鳳凰要塞艦/大輝煌鳳凰。」
- 機動武者大鋼（Victory Gundam）

由火炎之駄舞留精太按照古繪卷設計圖重新復修而成。建成時間大約於「風林火山篇」。為抵受惡無霸域夢山的溶岩，以方便收藏於山中，馱舞留精太於是再追加擁有鐵壁防御力之「剛鋼型態」。
紀念品「超機動極意繪卷」中則指出馱舞留精太，曾以太古兵器機動武神天鎧王為藍本而興建。而單行本中，大鋼是從太古時代，已多次拯救天宮的機動武者。
大鋼原名「太陽鋼砲」，由於古繪卷殘缺不全，只看到少了一點的「太」及「鋼」兩字，機動武者就命名「大鋼」，並標示於左肩上。
從背包上可以看出，大鋼的原型來自「鐵人28」，而機師「破惡民我夢之神童」舞威丸，又與鐵人28操縱者、天才少年偵探金田正太郎相類似。
武器﹕大鐵拳、大號銃、二連烈火炮、太陽鋼炮

### 七人超將軍
- 荒鬼頑駄無超將軍（旅姿、本體：機動戰士鋼彈NT-1; 戰鬥型態：Full Armor ZZ 飛勇鶴：Ra Cailum class戰艦）

被稱為有如四代目大將軍再世的超將軍，閃光結晶挑選的武者， 在七人超將軍中，擔當領袖角色。與四代目大將軍一樣，都是「於雄得山」出身並長大，由於平常都是戴著「鬼面」作戰，故有「正義之鬼將軍」之稱。擁有變形能力，可變成空戰模式「飛勇鶴型態」。
故事一開始，被襲擊家園的死靈武者圍攻， 後來「閃光結晶」突然出現，將惡靈全數消滅， 在危急中解救他。
名字來自四代目大將軍前身「荒烈驅主」以及其額上裝備「鬼面」。
必殺技為「鬼岩一閃斬」
關於荒鬼的設定，還有一段逸聞：話說「七人超將軍篇」作者之一寺島慎也，討厭椎茸， 所以荒鬼在設定中，強調「討厭椎茸」， 但相反地，另一超將軍獸王， 卻設定成最愛椎茸。
超任遊戲「大將軍烈傳」中，屬於電腦專用角色（NPC）
- 雷嗚頑駄無超將軍（本體Z GUNDAM 稻妻雷擊型態：Salamis class戰艦）

被稱為有如二代目大將軍再世、貴族出身的超將軍，最喜歡鑲有高價裝飾的鎧甲， 注意禮節，說話用字謹慎，但有時太過嚴謹，會予人高壓感覺。由於擅長使用「雷砲．稻妻」， 被人認為有二代目大將軍的影子。可以變成解放雷電力量的形態「稻妻雷擊型態」。
名字來自二代目大將軍原名「雷凰頑馱無」。
必殺技為「稻妻爆雷擊」
故事中曾以絕技「稻妻爆雷擊」， 一擊將復活大蛇飛驅塞蟲消滅。
超任遊戲「大將軍烈傳」中，只有頭像， 不會參戰
- 獸王頑駄無超將軍（本體SUPER GUNDAM 四聖獸：MK-II收納型態SUPER GUNDAM）

被稱為有如初代大將軍再世，為習得聆聽大自然聲音的力量， 到各地修行，最後成功與傳說中「四獸王」溝通的超將軍，因此令人聯想起初代大將軍。能夠變成發揮四獸王力量的「四聖獸型態」
故事中為「四大超將軍」之一，曾以「四聖獸型態」解放被洗腦的千力超將軍，又消滅隱藏在面具中的死靈武者黃虎璽。
名字來自「四獸王」，其繼承者是初代大將軍手下。
必殺技為「魂牙嵐舞」
出於熱愛自然，所以與荒鬼不同，嗜好椎茸；同時又與爆流相反，對機械沒興趣。
- 天地頑駄無超將軍（FA-NU 璽威Fortress：G-Armor）

被稱為有如三代目大將軍再世，義賊團首領， 專為行商人提供保鑣護送服務，由於深得人望， 令人聯想起三代目大將軍。行事有時會表現武斷，不加思索。與武者「光亞兵衛」是最佳拍檔。亦能變成空戰型態「璽威FORTRESS」
故事一開始已出現的角色，當一行人抵達新生闇軍團本陣「惡無霸域夢山」時，復活地獄牙兄弟來襲， 眾人陷於苦戰。突然火山口崩裂，地獄牙夜叉失足， 連同站在其後的舞威丸一同墜進火山口中。眾人以為舞威丸必死無疑，天地更化悲憤為力量， 使出絕技「激震怒濤斬」， 將地獄牙羅剎一刀兩斷。
名字來自三代目大將軍居城「天地城」。
必殺技為「激震怒濤斬」
- 千力頑駄無超將軍（輕裝：機動戰士鋼彈F-91/著裝：GP02A/斬首之面：ZANNECK（Zanneck意思即是斬首））

與昔日一樣，嗜好香蕉。與愛好香蕉一樣，熱愛正義友情。為打擊邪惡勢力，到處遊歷，有「正直的將軍」之稱。亦由於知名度極高，成為新生闇軍團洗腦對象，被逼戴上洗腦工具「斬首之面」，成為「魔將軍千力」，向超將軍們展開暗殺行動。
名字來自千力本名「千生大將軍」。
超必殺技為「千力炎勢斬」
能與守護獸「烈堂馬虎」合體。
「烈堂馬虎」名稱源自「帶子雄狼」角色「柳生烈堂」。
- 爆流頑駄無超將軍（GF13-017NJ Shining Gundam; 魂嵐彈亞﹕Shinigh Gundam 核戰機; 全裝備﹕HT-01B Magella Attack）

「機械一門」成員之一、兄弟為「SD戰國傳」中的飛天、大牙超將軍。作為機械師，卻精通拳法。以兄長飛天、大牙為目標，製作海陸空地中萬能兵器「魂嵐彈亞」，更將機械武器結合拳法，創立「機陣鐵劍流」。其後，著重於人造武者之開發，製作出鐵機武者鋼丸以及鐵機武者爆進丸。同時，為著協助新生闇軍團餘眾改過自新，更建立山寨予以安置，讓他們自力更生。此舉亦一度令舞威丸誤以為其投靠新生闇軍團。
名字來自兩柄佩刀「爆炎劍」及「水流刀」。另外寶玉「炎水之珠」亦同樣據此訂名。
超必殺技為「爆狼疾風拳」
- 牙忍鐵斗羅/鐵斗羅頑駄無超將軍（牙忍鐵斗羅﹕AGX-04A1 Gerbera Tetra Custom 加貝拉改 ; 頑馱無型態﹕卡貝拉GP-04）

鐵斗羅因為其經歷遊走於光闇之間，就有如以往的殺驅頭一般。「傳說之大將軍篇」時代，曾為新生闇軍團「冰魔忍軍」手下（冰魔忍軍首領華紅羅，原型機為加貝拉改的前身AGX-04加貝拉），號「冰魔牙忍」。後來在烈光（新世大將軍）勸說下，加入頑馱無軍團，並成為「隱密副將軍」（烈破）手下成員。
惡無霸域夢山決戰時，為救飛驅鳥，孤注一擲，向闇魔神使出「禁技」光魔重擊波。最後因闇之力用盡，以光之力型態重生進而成為鐵斗羅頑駄無。
大戰後，接受異國武者真紅主拜師，並授予「武者」稱號。
超必殺技為「光魔重擊波」、「冰魔重擊波」（遊戲「大將軍烈傳」中的絕技）

### 新生闇軍團
- 魔殺驅/霸道武者魔殺驅（魔殺驅﹕MS-06R-2[J.R] [真紅之稻妻]祖尼·萊丁專用高機型Zaku II ; 霸道武者﹕ZM-S06G Zollidia）

「新生闇軍團」領袖。前次大戰敗走後，一直潛逃。後來以遮光為參謀後，重新建立軍團。也是使「天之島」墜下的始作俑者。當遮光決定將魔殺驅，連同咒導、死靈武者一同吸收時，魔殺驅極力抵抗，結果令遮光無法完成其合體成完全體的計劃。而魔殺驅得到部份闇之力，亦成為「霸道武者」。
同時參考魔殺驅。
- 超機動武者·暗闇

由遮光建造、並企圖以此吸收死靈武者及魔殺驅，以令闇魔神復活的巨大機動兵器。而機體本身，原本用作闇魔神復活之用。然而由於魔殺驅反抗，打亂復活程序，部份零件為其所吸收，於是暗闇一分為二，變成「霸道武者魔殺驅」及不完全復活體「闇魔神吏偶遮光」（這也是為何兩者均有交換魔殺驅及咒術師遮光零件的解釋。）
- 咒術師遮光（ZMT-S12G Shokew+ZM-S22S Rig Shokew）/闇魔神吏偶遮光（MSN-04 Sazabi）

新生闇軍團參謀，實際上是十多年前被新世大將軍打敗的「闇帝王」化身而成。表面上協助魔殺驅，其實希望籍著重新組織新生闇軍團，為自己重新復活作準備。為迅速建立大軍。其後更建造巨大機動兵器「超咒導武者·暗闇」，作為復活必備工具。為建立大軍，佔領天宮，便分割出部份闇之力，成為「死靈武者」及「咒導武者」。其後更將力量賦予魔殺驅，使之強化成新型態（實際上闇魔神將力量依附於魔殺驅身上，是想連他的力量也一併吸收。）
惡無霸域夢山一戰時，機動武者大鋼將巨大兵器一連將多部咒導武者打敗，眼見戰局不利，遮光決定啟動暗闇，開始融合步驟。然而由於在與死靈武者、咒導武者與暗闇融合的儀式中，遭遇魔殺驅反抗，結果暗闇力量被分割，分別變成「霸道武者魔殺驅」及「闇魔神吏偶遮光」。而闇魔神，為不完復活型態。
雖然融合出現意外變數，闇邪神力量仍然十分強大。以咒語抑壓超將軍眾人的「光之力」，使之無法行動。即使爆流、鐵斗羅使出絕技，亦無法將其打倒。由於闇邪神令眾人相繼倒下，令飛驅鳥在忿怒之中，進化成「飛驅鳥超將軍」，將戰局扭轉。闇邪神以妖術將身體變大數倍，仍不得要領。便擺脫飛驅鳥，穿過大氣層，企圖以邪力驅使「天之島」跌落地面。最後被隨後趕上的「機動武者大鋼」，以必殺「太陽鋼炮」消滅。
至於所謂「完全復活體」，一直到「烈傳．零」時公布，名為「闇邪神吏偶遮光」，採用全部暗闇零件而成。
咒術師遮光，外形是混合幪面超人ZO角色「究極生命體Doras（ドラス）」而設計。
- 惡悲故留（ZM-D11S Abigor）

新生闇軍團成員，惡無霸域夢山一戰時負責指揮「咒導武者」，攻擊飛驅鳥等人。
- 咒導武者

遮光建造的巨大黑暗要塞。雖然威力強大，面對大鋼攻擊，亦迅即敗倒。最後為變成闇邪神復活能量，而被暗闇融合。（要塞原型是「累魔神闇皇帝」，再塗上全黑色。）
紅停尾（ZM-S14S Contio）
悠護羅（ZMT-A31A Dodgore）
- 死靈武者

基本上與「傳說之大將軍」時代相若，不過「地上最強篇」的頭目角色——大蛇飛驅塞蟲、黃虎璽及地獄牙兄弟，由於有彩色身體，並非如一般泥塑的死靈武者。可以知道此時的死靈武者，復活程度更完全。然而面對與大將軍匹敵的超將軍、昔日強者亦被迅速打敗。（除了地上最強編頭目，模型漫畫登場的死靈武者角色，尚包括刃威惡亂、我流速侍影）
最後，全部倖存的死靈武者，悉數被暗闇吸收，成為令闇魔神復活的養份。
同時參考死靈武者。

## 作品特色
《七人超將軍篇》擁有堪稱最強的模型互動組合，這系列繼承BB戰士中產品之間相連互動的特色，而且更將其推向高峰
再者，此作品中每個模型都有特定的豪華或者其他BB戰士少有零件。
| BB戰士模型     | 零件互動 | 豪華零件 |
| -------------- | --- | --- |
| 武者飛驅鳥     | （鋼鐵迦樓羅予）：七人超將軍、（予）轟天頑駄無。 其他篇章換裝：（予）武零斗頑駄無（飛驅鳥）（予）武羅星（翼心丸）、擊鱗將頑駄無（迦樓羅）                                                                             | 透明的烈旋丸 閃光翼 鍍金的鋼鐵迦樓羅 |
| 荒鬼頑駄無     | （取）三武將（鳳凰、雷、新荒烈驅主）擁有的三神器，三選一裝備、鋼鐵迦樓羅 （予飛驅鳥大將軍）閃光結晶。 | 布作披風貼紙 |
| 雷鳴頑駄無     | 武者七人眾（武者、精太、摩亞屈、馱舞留精太、仁宇、齋胡、農丸）的電鍍角飾，全部裝上（由於農丸附送武者專用電鍍天線，就算少了武者亦無影響） （予飛驅鳥大將軍）閃光結晶。                                                 | 雷電翼閃亮貼紙 |
| 獸王頑駄無     | （取）四獸王（獅、隼、龍、犀）頭盔，四選一、鋼鐵迦樓羅; （予飛驅鳥大將軍）閃光結晶。 | 淒勢鎖刃金屬鐵鍊 |
| 天地頑駄無     | （取）新生五人眾（荒烈驅主、百士貴、風雷主、江須、碎虎摩亞屈）的火炮，全部裝備、鋼鐵迦樓羅、 （予飛驅鳥大將軍）閃光結晶。                                                                                             | 頭盔之五聖玉寶石貼紙 |
| 千力頑駄無     | （取）千生大將軍、雷帝千生神將軍除頑盔以外的鎧甲，二選一、鋼鐵迦樓羅、 （予飛驅鳥大將軍）閃光結晶。 | 綠色火焰絨毛貼紙 |
| 爆流頑駄無     | （取）飛天頑馱無超將軍、大牙頑馱無超將軍的機械獸「魂驅羅星」、「魂大牙」，二選一（與雷鳴類似，由於大牙超將軍亦有魂驅羅星， 一盒已能完成兩款形態。）、 鋼鐵迦樓羅、 （予飛驅鳥大將軍）閃光結晶。                       | 炎水之玉透明寶珠 |
| 鐵斗羅頑駄無   | （取）闍之鎧成為復活闇將軍（若殺驅頭、璽惡、漣飛威、碎虎摩亞屈所有）， 全身裝備、鋼鐵迦樓羅、 （予飛驅鳥大將軍）閃光結晶。                                                                                            | 幻光之雙星夜光貼紙 |
| 機動武者大鋼   | （取）七人超將軍指定武器（鬼之盾、雷炮稻妻、鎖凄勢刃、種子島雷威銃、炎馬力炮、戰鬥削岩機、強襲加速機）、 （予飛驅鳥）閃光結晶、 （交換）將部份零件與飛驅鳥大將軍交換，變成「飛驅鳥大鋼」。                            | 透明之閃光結晶 閃光扇 電鍍金屬套件 大鐵拳彈射專用彈簧 太陽鋼砲充電用寶石貼紙                                                                                   |
| 霸道武者魔殺驅 | （取）闇皇帝/黑魔神闇皇帝的「黑星炮」， 同型裝備，二選一。 | 金色銀色之多彩電鍍零件 闇魔神吏偶遮光魔封眼之透明寶珠 |
| 飛驅鳥大將軍   | （取）七人超將軍及大鋼的閃光結晶; （交換）將部份零件與飛驅鳥大將軍交換，變成「飛驅鳥大鋼」其他篇章換裝： （予）武威凰大將軍（頭盔，從武威凰大將軍之說明書中，堪稱父親從修羅場之戰鬥心得傳諸於子）、輝神大將軍獅龍凰。 | 金/銀色電鍍零件 胸部之頑駄無結晶 頭部太陽之閃光結晶 烈旋丸、閃光翼以及鳳凰大翼所使用之不同色系之透明零件 鳳凰頭部以及兩肩所使用的寶石貼紙 兩肩鎧甲使用閃亮貼紙 |

## 用語解說
閃光結晶
新世大將軍之「心、技、體」三凰碎裂後，碎片分散各地， 分別變成七位超將軍及大鋼的「閃光結晶」。雖然力量分成八份，由於超將軍實力， 足以與大將軍匹敵，因此無損其戰鬥力。
超將軍
「超將軍」最早出現於「飛天頑馱無超將軍」， 然而並無就其身份角色，作出太多解釋。一直到「七人超將軍篇」才開始明朗化，通常是稱呼實力可與大將軍匹敵的武者。同時亦有網頁指出， 「超將軍」是指有特權，可自由決定行動， 無需受大將軍制約的人物，然而此說有待高榷。
白鋼
「超將軍」特有角飾、超將軍的證明之一，本作模型版當中的銀色電鍍零件。
「白鋼」一名，源自限定版模型「白鋼四大將軍」。於「風雲錄」漫畫出亦曾出現，當中四大白鋼將軍將力量賦予飛天大牙兩位超將軍一幕， 相信正是超將軍以「白鋼」為標記的設定基礎。
天之島
相傳為武者祖先居住之處。後來落入魔殺驅手上，成為「天之島墜下作戰」的武器。根據單行本第二卷劇情，天之島佈滿荒廢樓宇及大廈，有著超越天宮之國的文明。
原型為「UC時代」的殖民衛星。墜下作戰亦是歷代故事中，最具毀滅性的攻擊。
流派
「七人超將軍篇」中正式確立，代表武者及超將軍所屬的武學派別。本篇中記載的流派，包括「翼心一刀流」、「無心獸牙流」、「正段拔刀流」、「牙忍隱影流」等等，開始日後武者系列「流派」的設定。
除了傳統流派，部份角色更自創派別，號「我流」。例如「超機動大將軍」中的武零斗、「刀霸大將軍」的烈龍，同樣屬「我流」。
眾多流派中，根據日後各部作品，亦不斷為其設定補充資料，例如爆流自創、揉合格鬥技及機械武器之「機陣鐵劍流」，由於百多年後，鐵機武者大量生產，令流派更發揚光大（刀霸大將軍編）。荒鬼的門派「正段拔刀流」，在「武者O傳3」當中，為頑馱無太將軍一脈相承的流派，為其子孫武侍丸所繼承。
此外，除了直接繼承門派，飛驅烏的「翼心一刀流」，是由於同時師承劍聖副將軍（烈空）以及新世將頑馱無（真驅參）而定名的獨特流派，故此定名亦加入烈空的長刀「翼心丸」，也是首次將混合門派引入武者世界的例子。例如真紅主「牙忍隱影流+我流」等等。
千生將軍及飛天大牙兄弟
千力的初期形態「千生大將軍」及爆牙之兄長「飛天超將軍」及「大牙超將軍」，屬於外傳「SD戰國傳」角色。
千生大將軍，最早為「SD高達野郎」角色，角色原型為豐臣秀吉，機體設計混合F-91及渣古尼羅。為BB戰士推出100號，而特別製作的角色， 其後再推出另一變裝型態「雷帝千生神將軍」。雖然型態帥氣，卻令千生元氣大傷。【這邊的元氣大傷其實是搞笑，在100號的時候，千生將軍用香蕉拯救了被殺驅子孫欺負的大爆火蜥蜴，火蜥蜴全身都是火，心懷感激的撲向千生，千生遭受嚴重燒傷，花了三個月復原（千生還註明 千萬不可以玩火喔~~）；至於之後的神將軍型態亦是搞笑，在旅行的過程中，千生遭受巨大武者怪獸攻擊，使得千生與大爆火蜥蜴的合體分離，於是火蜥蜴祈求雷帝賜與力量，大爆火蜥蜴進化成超閥折羅曼蛇，這時千生心想「不妙」（因為之前已經有被火燒傷的慘痛經驗），果真，和超閥折羅曼蛇合體之後遭受「雷擊」，所幸使用必殺技打倒武者怪獸，但是雷擊所造成的灼傷，花了六個月復原。】
「飛天超將軍」及「大牙超將軍」同樣屬於「機械一門」人物。 最早為「SD高達野郎」角色，後來商品化，再追加原創故事。「風雲錄」終章，兩人更接收「白鋼四大將軍」力量，變成「白鋼飛天」及「白鋼大牙」， 一同將復活魔殺驅消滅。
在「大牙超將軍」模型漫畫中，大牙曾提到「其他兄弟」， 根據「BB情報局」解釋，他口中所言的， 正是爆流超將軍。
惡無霸域夢山
天宮之國東北方的高山，曾出現在多個篇章中。
「天下統一篇」時被闇軍團佔領成基地，「風林火山篇」後，馱舞留精太於此收藏「機動武者大鋼」;「傳說之大將軍篇」中，結晶鳳凰石像就座落於山頂; 「七人之超將軍篇」中，成為「新生闇軍團」大本營，同時舞威丸亦在此喚醒大鋼。
名稱來自「Anaheim」，在「機動戰士」中指「阿拿海姆電子社」
長谷川指導員及奧田教授
「BB情報局」中出場的人物，兩人均是BB戰士開發者，主要研發模型玩法，包括BB戰士最大特色「連動性」。兩人除了親身亮相，更有代表他們的漫畫角色現身。
長谷川指導員，後來在「武者O傳」中，更擔任開發總監。

## 關連作品
漫畫
七人之超將軍篇（作者：神田正宏）
電視遊戲：
超級任天堂「大將軍烈傳」
PS「機動武者大戰」